# Michael D. Higgins
Michael Daniel Higgins (Iers: Micheál Daniél Ó hUiginn) (Limerick (Munster), 18 april 1941) is een Iers politicus, dichter en schrijver. Sinds 11 november 2011 is hij de president van Ierland, nadat hij daar op 27 oktober 2011 toe verkozen werd.

## Biografie
Higgins werd geboren in Limerick. Hij groeide deels op op de boerderij van een oom en tante in County Clare. Higgins was de eerste in zijn familie die een universitaire studie volgde. Dat deed hij in  Galway, waar hij later ook een aanstelling bij de universiteit kreeg. Hij doceerde politicologie en sociologie. Tijdens zijn studie werd Higgins politiek actief. Voor Labour werd hij gekozen tot lid van de City Council van Galway. In latere jaren zou hij ook een aantal keer tot Lord Mayor worden gekozen.
In 1969 deed Higgins een eerste poging om in de Dáil gekozen te worden,  maar was niet succesvol. Ook vier jaar later, in 1973, haalde hij het niet. In dat jaar werd hij wel voor een van de zetels van de universiteit in Galway benoemd in de Ierse senaat. Higgins werd in 1981 voor het eerst in de Dail gekozen voor Galway West en zou met een kleine onderbreking dertig jaar, tot de verkiezingen in 2011, dit district vertegenwoordigen.
In 1993 werd hij minister in het coalitiekabinet van Labour en Fianna Fáil onder Albert Reynolds en behield die post toen dat kabinet na een jaar werd vervangen door een coalitie tussen Labour, Fine Gael en Democratisch Links onder John Bruton.

## President
Higgins had in de aanloop naar de presidentsverkiezingen in 2004 aangegeven kandidaat voor het presidentschap te willen zijn. Zijn partij besloot echter in dat jaar geen tegenkandidaat te stellen tegen de zittende president Mary McAleese die te kennen had gegeven graag herkozen te willen worden. Omdat een president maximaal twee termijnen mag dienen, zou McAleese in 2011 niet opnieuw kandidaat kunnen zijn. Higgins maakte in 2010 bekend dat hij geen kandidaat meer zou zijn voor de Dail bij de verkiezingen in februari 2011. Hij gaf tevens aan graag de kandidaat te zijn voor de presidentsverkiezingen in 2011. In juni 2011 koos zijn partij hem als kandidaat.
De verkiezingen werden gehouden op 27 oktober 2011. Twee dagen later werd de uitslag bekend. Higgins behaalde 39,6% van de zogenaamde  eerste voorkeurstemmen en werd in de derde telronde verkozen. Op 11 november 2011 werd hij geïnstalleerd als president.
Hij was de eerste Ierse president die in 2014 een staatsbezoek bracht aan het Verenigd Koninkrijk. Tijdens dit bezoek ontmoette hij koningin Elizabeth en premier David Cameron.
Op 26 oktober 2018 werd hij met 55,8% van de stemmen herkozen voor een tweede ambtstermijn als president.

## Onderscheiding
- Grootkruis met gouden ster in de Orde van José Matias Delgado op 24 oktober 2013

- Gemeinsame Normdatei: 136690122
- International Standard Name Identifier: 0000 0000 7883 9720
- Library of Congress Control Number: n94055998
- MusicBrainz: 4c6f942b-503e-46fe-baf0-711a659b648b
- Nationale Bibliotheek van Tsjechië: jx20100407008
- Nederlandse Thesaurus van Auteursnamen: 341417092
- Système universitaire de documentation: 147413613
- Virtual International Authority File: 267068070
- WorldCat: E39PBJj8Tr4BdXwRxmKwCyVcT3